# Сінчен
Сінчен (кит. спр. 兴城市, піньїнь: Xīngchéng Shì) — місто-повіт на півдні провінції Ляонін.

## Географія
Сінчен лежить на березі Бохайської затоки Жовтого моря.

### Клімат
Місто знаходиться у зоні, котра характеризується вологим континентальним кліматом зі спекотним літом. Найтепліший місяць — липень із середньою температурою 22.8 °C (73 °F). Найхолодніший місяць — січень, із середньою температурою -8.3 °С (17 °F).
| Клімат Сінчена          | Клімат Сінчена | Клімат Сінчена | Клімат Сінчена | Клімат Сінчена | Клімат Сінчена | Клімат Сінчена | Клімат Сінчена | Клімат Сінчена | Клімат Сінчена | Клімат Сінчена | Клімат Сінчена | Клімат Сінчена | Клімат Сінчена |
| Показник                | Січ.           | Лют.           | Бер.           | Квіт.          | Трав.          | Черв.          | Лип.           | Серп.          | Вер.           | Жовт.          | Лист.          | Груд.          | Рік            |
| Середня температура, °C | −8             | −6             | 0              | 9              | 15             | 20             | 23             | 23             | 18             | 11             | 1              | −5             | 8              |
| Норма опадів, мм        | 3              | 4              | 6              | 30             | 44             | 68             | 177            | 165            | 59             | 36             | 9              | 5              | 604            |
| ----------------------- | -------------- | -------------- | -------------- | -------------- | -------------- | -------------- | -------------- | -------------- | -------------- | -------------- | -------------- | -------------- | -------------- |
| Джерело: Weatherbase    |                |                |                |                |                |                |                |                |                |                |                |                |                |